# Praha-Zahradní Město (nádraží)
Praha-Zahradní Město je železniční stanice na okraji Strašnic, v blízkosti Zahradního Města, v místech bývalého vršovického seřaďovacího nádraží, z velké části na mostě přes Průběžnou ulici, v blízkosti Lanového mostu. Stavební práce byly zahájeny v březnu 2018. Formálně stanice vznikla 26. dubna 2019, kdy nahradila stanici Praha-Vršovice seřaďovací nádraží. Pro cestující veřejnost byla v ne zcela dokončeném stavu otevřena 24. září 2021.

## Výstavba

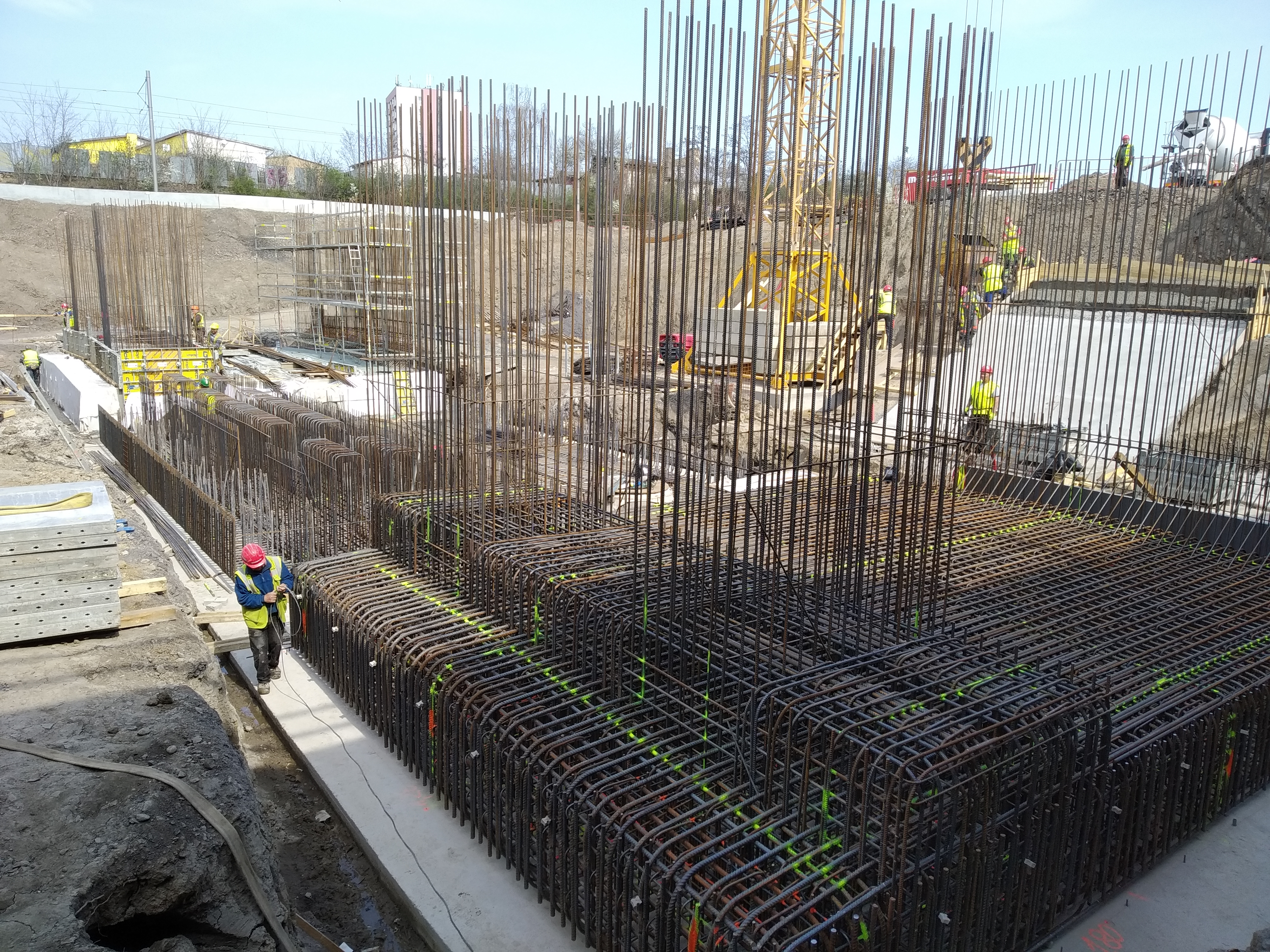
Výstavba nového železničního mostu přes ulici Průběžná (duben 2019)

Před zahájením stavby byla Průběžná ulice pod železničními mosty vedena pro všechny typy vozidel pouze po tramvajových kolejích (často došlo ke stržení trolejí nákladními vozy), chodník byl pouze na západní straně komunikace. Připravený severní tubus pod mostem železniční jižní spojky nebyl pro dopravu nikdy využíván, později byl opatřen vraty a využíván jako skladiště. 
Nový železniční most má větší rozpětí a je užší (převádí 5 kolejí místo dřívějších 11). V rámci rekonstrukce byla Průběžná ulice v místě podjezdu rozšířena a zahloubena, přibyly dva pruhy pro automobilovou dopravu, pro tramvajovou vznikly nástupní ostrůvky. Po obou stranách komunikace byly vybudovány oddělené podchody s návazností na železniční stanici. Upravena byla též křižovatka Na Padesátém–Průběžná.
Výstavba začala s dvouletým zpožděním v březnu 2018, kdy společnost Eurovia stáhla stížnost na modernizaci tratě od vinohradských tunelů po nádraží Hostivař. Stavba nádraží Praha-Zahradní Město byla součástí projektu a proto nemohla začít. Po stažení žaloby začaly na stavbě pracovat společností Metrostav, Swietelsky Rail a SMP.

## Popis stanice

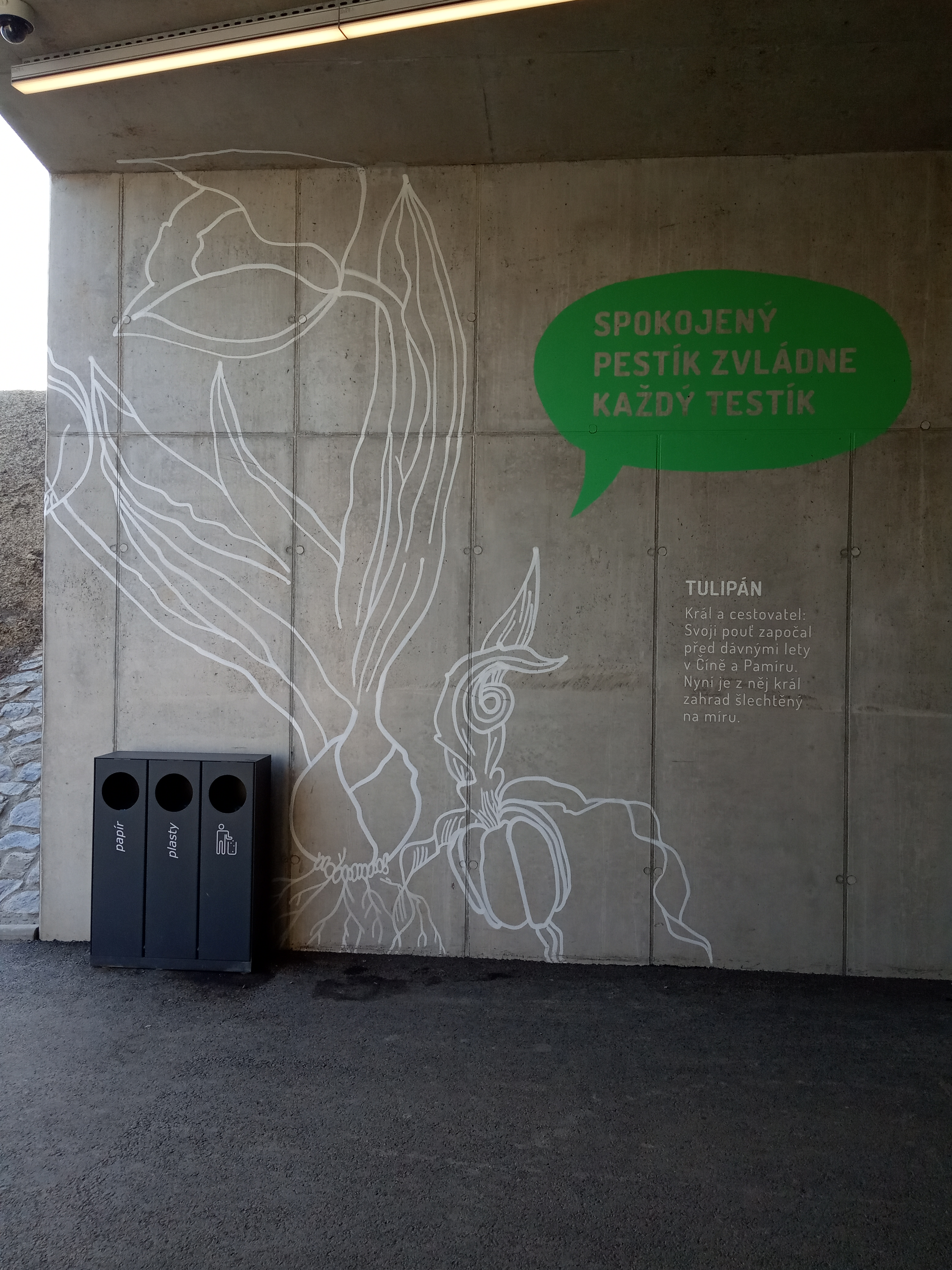
Malby s květinovou tematikou v podchodech (Josefína Jonášová, Jana Jandáčková, Filip Jeřábek, 2021)

Ve stanici jsou tři nástupiště a u nich čtyři nástupištní hrany délky 350 metrů. Na severní straně kolejiště vedou koleje č. 102 (Hostivař – Eden) a 101 (Eden – Hostivař), jižněji pak koleje 202 (Malešice – Eden) a 201 (Eden – Malešice). Severní nástupiště tak slouží pouze pro kolej 102, střední nástupiště pro koleje 101 a 202 a jižní nástupiště pro kolej 201. Na jižní straně mimo nástupiště vedou koleje železniční jižní spojky (303, 305, 307, 309) směrem ke Krči. V přilehlých úsecích kolejové spojky umožňují do jisté míry přejíždění mezi jednotlivými kolejemi a tratěmi.
Přístup na nástupiště je možný z podjezdu a podchodu Průběžné ulice od zastávek tramvají pomocí pevných schodišť, eskalátorů, výtahů a chodníků. Zastávky autobusů jsou umístěny v zastávkách tramvají.
Odbavovací prostor pro cestující s čekárnou se nachází v podzemním objektu pod mostem. V areálu stanice vznikla nová trakční měnírna, která nahradila rušenou měnírnu Třešňovka z roku 1953.

## Provozní určení

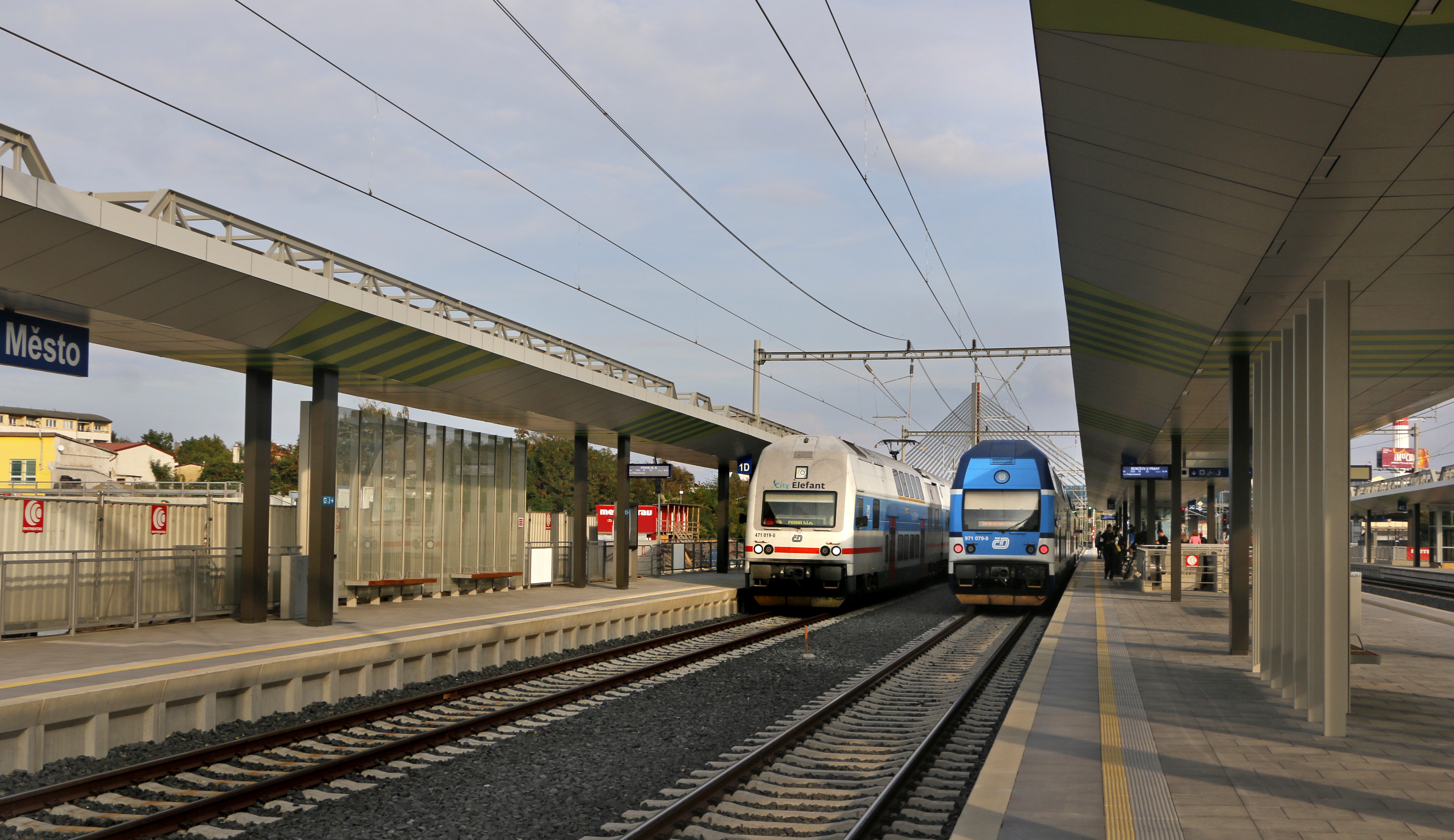
Vlaky CityElefant u prvního a druhého nástupiště

Podle informací z roku 2020 by ve stanici Praha-Zahradní Město kromě zastávkových vlaků (trať Praha hlavní nádraží – Benešov u Prahy) měly zastavovat také vlaky dálkové dopravy namísto stanice Praha-Vršovice.
Výhledově se počítá s využitím stanice též pro zamýšlenou tangenciální městskou linku, v jednom ze záměrů se uvažovalo o městské lince S61 v trase Praha-Běchovice – Praha-Hostavice – Praha-Jahodnice – Praha-Jiráskova čtvrť – Praha-Depo Hostivař – Praha-Zahradní Město – Praha-Eden – Praha-Vršovice – Praha-Smíchov, v dubnu 2021 bylo zprovoznění linky v úseku Běchovice – Vršovice plánováno na rok 2024, výhledově se uvažuje o prodloužení na jedné straně na Smíchov a na druhé straně do Úval. Ve vzdálenějším výhledu (po roce 2025) se uvažuje též o lince S71 Radotín – Kačerov – Běchovice.
V jízdním řádu 2023/24 zde zastavovaly všechny vlaky linky S9 Benešov – Praha hl. n. (– Lysá nad Labem), R17 Praha – Veselí nad Lužnicí – České Budějovice/České Velenice i R49 Praha hl. n. – Tábor. 
Od jízdního řádu 2024/25 zde začínají a končí i komerční dálkové vlaky dopravce RegioJet.